# National Railways of Zimbabwe
National Railways of Zimbabwe (NRZ; deutsch Nationale Eisenbahnen von Simbabwe), bis 1980 Rhodesia Railways (RR; deutsch „Eisenbahnen von Rhodesien“), ist die staatliche Eisenbahngesellschaft von Simbabwe. 2008 verfügte sie über ein Streckennetz von 3.394 km und damit über eines der längsten in ganz Afrika. 313 km von Gweru nach Harare waren zu diesem Zeitpunkt noch elektrifiziert. Die Schienen tragen eine Achslast von 17,2 t, einige 18,6 t und haben Kapspur. Die Verwaltungszentren und verkehrstechnischen Drehkreuze der NRZ sind Bulawayo und Harare, in Gweru steht ein großes Bahnbetriebswerk. Dort befindet sich auch der größte Rangierbahnhof des Landes.

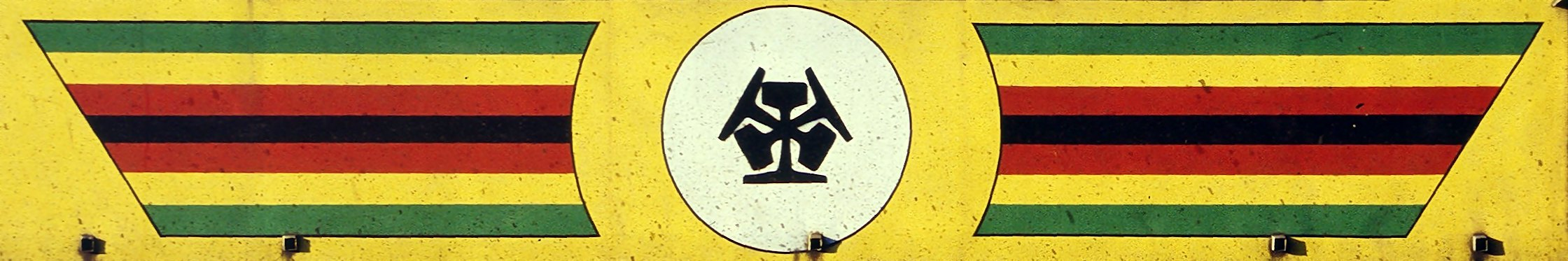
Das Emblem der NRZ im weißen Kreis zwischen den Landesfarben

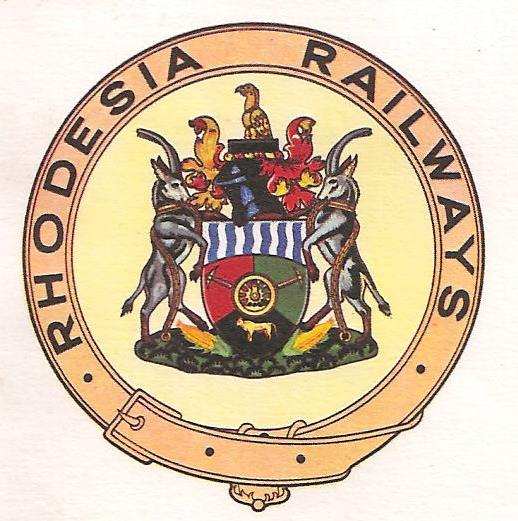
Früheres Wappen der Rhodesia Railways

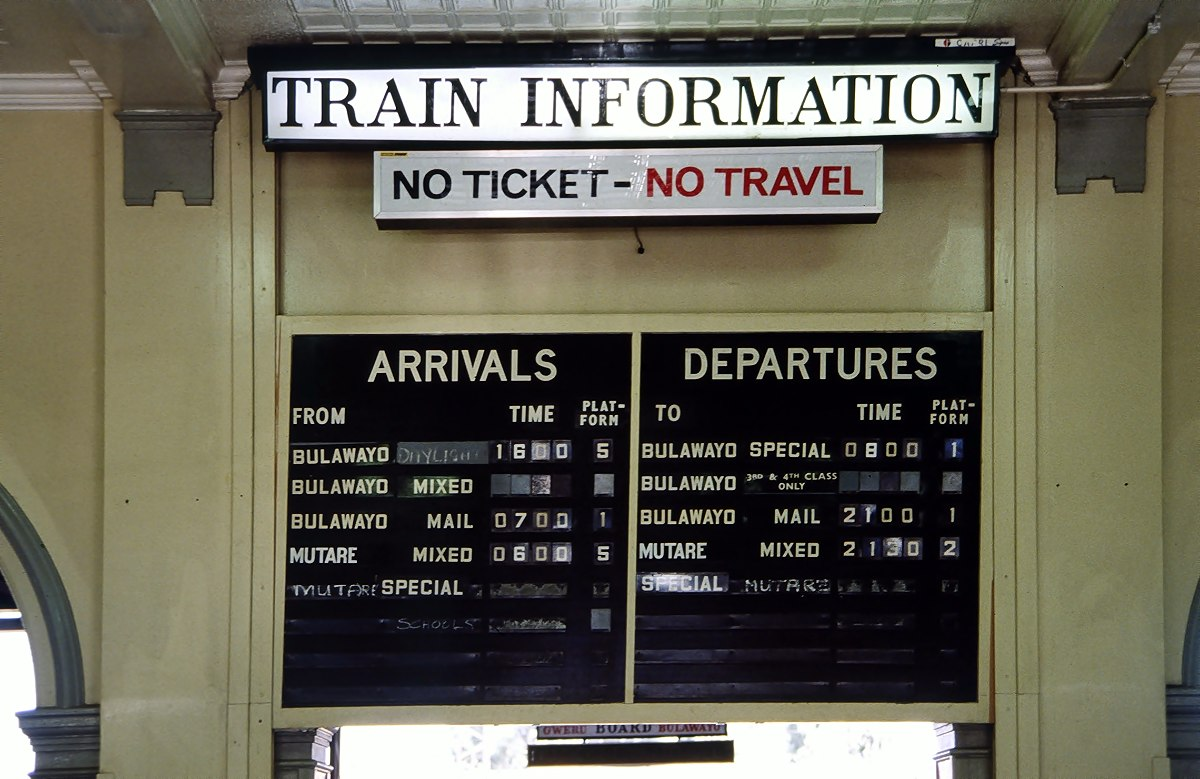
Zuganzeigetafel im Hauptbahnhof von Harare (1990)

Durch die Wirtschaftskrise in Simbabwe ist der Eisenbahnbetrieb der NRZ stark eingeschränkt. Die Infrastruktur ist in einem schlechten Zustand; aufgrund Fahrzeugmangels und fehlender Wartung fallen zahlreiche Züge aus.

## Geschichte

### Übersicht der Eisenbahnunternehmen im heutigen Simbabwe
Soweit nicht anders angegeben nach: Günter Krause: Eisenbahnmuseum Livingstone (Sambia) und die Zambesi Saw Mills Railways. 2. Auflage. Werl 2018. Ohne ISBN und Seitenzählung.
Die Bechuanaland Railway Company (BR) wurde am 24. Mai 1893 gegründet und zum 1. Juli 1899 in die Rhodesia Railways Ltd. (RR) umgegründet.
Die Mashonaland Railway Company (MRC) wurde am 13. April 1897 gegründet und fusionierte am 31. März 1937 mit der RR.
Die Ayrshire Gold Mine & Lomangundi Railway Company (ALR) wurde 1900 gegründet und fusionierte am 1. März 1905 mit der MRC.
Die Beira & Mashonaland Railway (B&MR) wurde zum 1. August 1900 gegründet und fusionierte zum 1. Oktober 1927 mit der MRC
Umbenennung in Rhodesian Railways (RR) zum 1. April 1947 nach Kauf der Rhodesia Railways Ltd. durch den Staat.
Die in Botswana gelegene Strecke von Plumtree (Grenze) bis Mafikeng (Grenze) wurde im Dezember 1959 an die South African Railways verkauft.
Der Zambia Railway Board (ZR) wurde gegründet, das Streckennetz in Zambia zum 1. Juli 1967 ausgegliedert.
Ebenfalls zum 1. Juli 1967 wurde die Strecke von der Grenze nach Beira an die Caminhos de Ferro de Moçambique abgegeben.
Umbenennung in Zimbabwe Rhodesian Railways (ZRR) zum 1. Juli 1979.

Umbenennung in National Railways of Zimbabwe (NRZ) zum 1. Mai 1980.

### Anfänge und Lokomotivbestellungen (1893–1960)

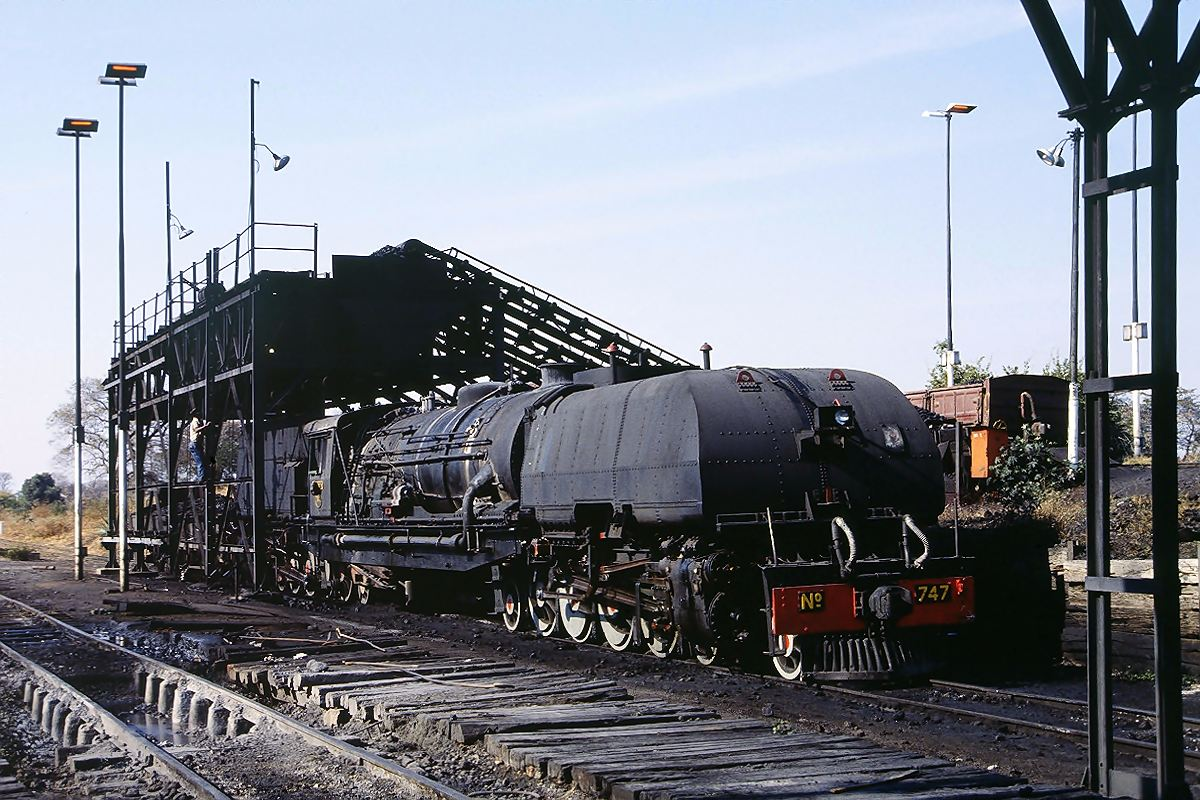
Dampflokomotive der Klasse 20 in Dete 1990

Personenwagen mit Gepäckabteil der RR ab 1920

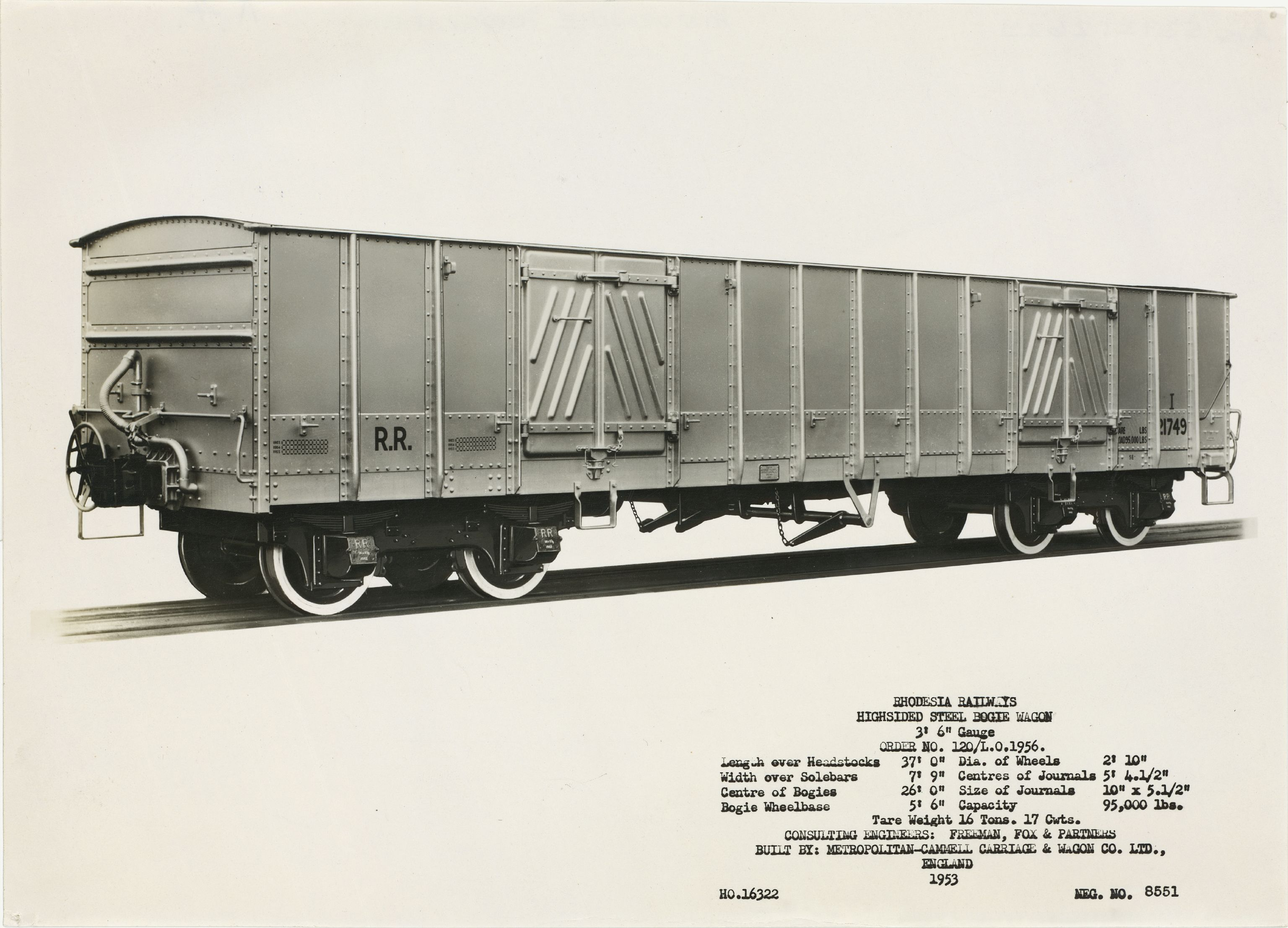
Offener Güterwagen, gebaut von Metro-Cammell, 1953

Das heutige Simbabwe war seit dem Ende des 19. Jahrhunderts eine britisch dominierte Kolonie. Britische Gesellschaften bestimmten so den Bahnbau. 1893 wurde in London die Bechuanaland Railway Company gegründet. Durch die oben gelisteten Fusionen mit anderen Bahngesellschaften betrieben die Rhodesia Railways um 1930 einen Großteil des Schienennetzes in den heutigen Staaten Simbabwe, Sambia und Botswana. 1938 war die Gesellschaft im Besitz von 236 Dampflokomotiven, 2 Triebwagen, 360 Personenwagen und 4364 Güterwagen, inklusive 89 Kesselwagen.
Bereits 1930 wurde eine erste Bestellung über vier Garratt-Lokomotiven der Klasse 15 bei Beyer-Peacock, auf die bis 1952 70 weitere Lokomotiven, zuletzt in der verbesserten Klasse 15A, folgten.  1987 waren noch 50 dieser Lokomotiven vorhanden. Von 1954 bis 1958 wurden 61 Garratt-Lokomotiven der Klasse 20 erworben, für deren Einsatz durch das Gesamtgewicht von 228,5 t und der Achslast von 17 t Verbesserungen des Schienennetzes vorgenommen wurden.

### Politische Veränderungen (1960–1990)
1964 wurde Rhodesien in Sambia und Südrhodesien aufgeteilt. Der in Sambia gelegene Teil der Rhodesia Railways wurde 1967 in eine eigene Gesellschaft, die Zambia Railways, überführt.
In den 1960er Jahren entschieden die Rhodesia Railways auch aufgrund von günstigen Krediten der westlichen Länder, eine vollständige Umstellung auf Diesellokomotiven bis 1980 durchzuführen. Nach der Ölkrise 1973 und politischen Sanktionen des Westens aufgrund des Rhodesienkonflikts wurde diese Entscheidung jedoch verworfen. 1978 begann die Aufarbeitung von 87 teilweise schon ausgemusterten Dampflokomotiven, da Rhodesien über große Kohlevorkommen verfügt. 1987 war ein Einsatz bis mindestens 2002 geplant.
1980 wurde Simbabwe unabhängig. Im Zuge dessen wurden die Rhodesia Railways zwei Mal umbenannt und erhielt letztendlich ihre heutige Bezeichnung National Railways of Zimbabwe. Die Unabhängigkeit brachte auch personelle Änderungen mit sich: Weiße Beschäftigte verließen das Land, im Exil lebende Menschen kehrten zurück. Die Führungspositionen der NRZ wurden neu besetzt, viele Berufe wie Lokomotivführer waren nun allen zugänglich.

### Niedergang (ab 1990)

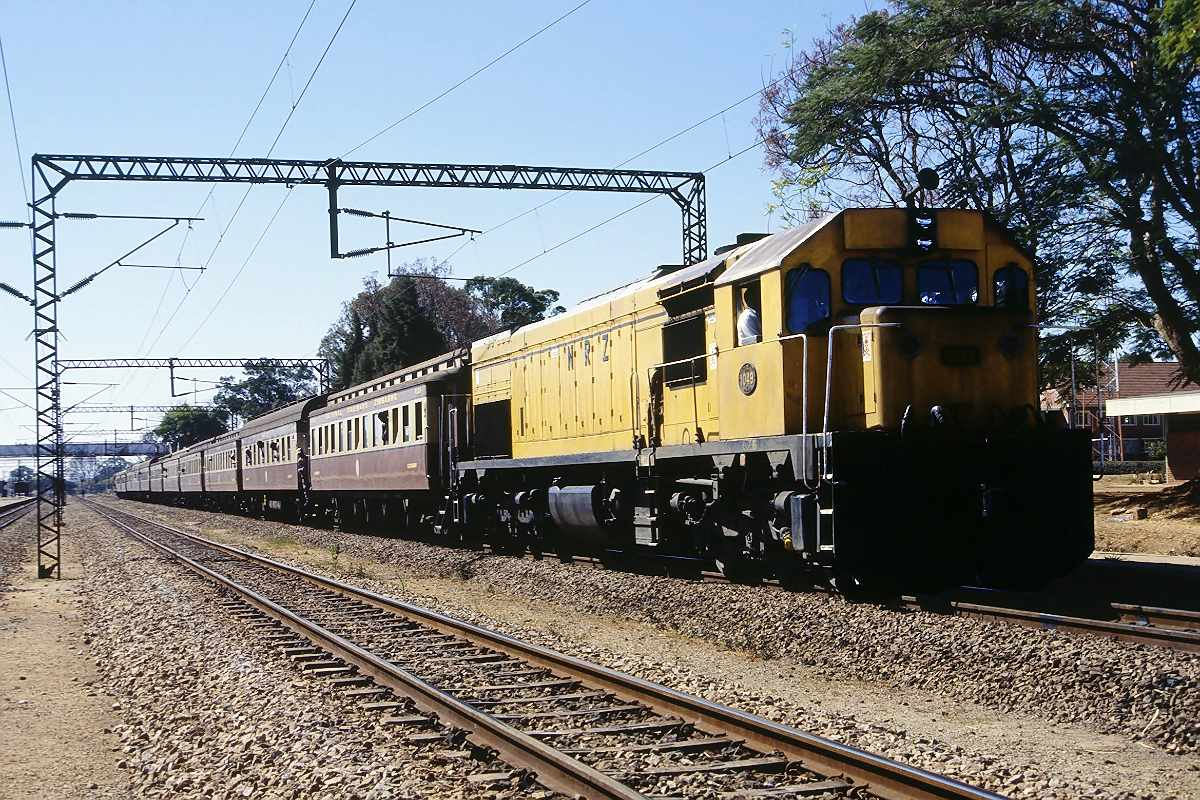
Personenzug mit EMD-Diesellokomotive in Gweru 1990

In den 1990er-Jahren erhielten die NRZ von EMD 61 Diesellokomotiven des Typs GT22LC-2. Diese Lokomotiven wurden mit einem Kredit aus Kanada finanziert, der unter anderem die Abstellung der Dampflokomotiven der Klasse 20/20A forderte. Die übrigen Dampflokomotiven blieben jedoch in Betrieb. Schon wenige Jahre später wurde ein erneuter Kredit ersucht, um Ersatzteile für die Diesellokomotiven bezahlen zu können, da weder die NRZ noch die Regierung Robert Mugabes die nötigen Mittel aufbringen konnten. Der Kredit wurde abgelehnt, Ersatzteile wurden fortan aus defekten Lokomotiven entnommen. Mit der Zeit verringerte sich so die Anzahl betriebsfähiger Diesellokomotiven, zudem verhinderte die angespannte Finanzlage den Import von ausreichend Dieselkraftstoff. Teilweise konnten Züge nicht mehr bespannt werden. Um den Transitverkehr von Zentralafrika nach Südafrika sicherzustellen, wurde 1999 die Bulawayo-Beitbridge Railway eröffnet, die sich im Besitz eines von den NRZ unabhängigen Konsortiums südafrikanischer Investoren befindet.
Von 2000 an breitete sich eine Wirtschaftskrise in Simbabwe mit hoher Inflationsrate aus. Das Güterverkehrsvolumen sank von 17,5 Millionen Tonnen im Jahr 1980 auf 3,7 Millionen Tonnen im Jahr 2003.  Da die NRZ nicht gewinnorientiert arbeitete und auf Fahrpreiserhöhungen verzichtete, bestanden keine eigenen Rücklagen. Die Gesellschaft konnte die Gehälter ihrer Mitarbeiter nicht mehr bezahlen und bot als Gegenleistung Büro- und Werkstattausrüstung an. Zahlreiche Eisenbahner verließen das Land oder legten den Dienst nieder. Der Zustand der verbliebenen noch betriebsbereiten Maschinen verschlechterte sich zusehends. Da viele Signale gestohlen wurden, wird bis heute grundsätzlich auf Vorsichtsbefehl gefahren.  Am 1. Februar 2003 ereignete sich dadurch der Eisenbahnunfall von Dete, bei dem bis zu 50 Menschen starben, als ein mit 1100 Fahrgästen besetzter Personenzug bei Dete mit einem entgegenkommenden Güterzug frontal zusammenstieß. Beide Züge hatten fälschlicherweise einen mündlichen Fahrbefehl erhalten.
Die NRZ verfügte 2006 über 30 Elektrolokomotiven, 275 Diesellokomotiven, etwa zehn einsatzfähige Dampflokomotiven, etwa 400 Personenwagen und 13.000 Güterwagen. Von den 30 Elektrolokomotiven waren nur noch vier Maschinen betriebsfähig. 2010 wurde der elektrische Betrieb komplett eingestellt; mittlerweile ist auf der gesamten Länge zwischen Gweru und Harare die Oberleitung gestohlen worden. 2011 waren es noch vier einsatzfähige Dampflokomotiven (14A 519, 15A 395, 16A 611 und 16A 613), die in Bulawayo beheimatet waren.

### Entwicklung nach 2010
Der Güterverkehr wird heute hauptsächlich von privaten Bahngesellschaften durchgeführt; das Personenzugangebot sank von 130 täglichen, überregionalen Zügen auf etwa 50 Züge. Da Fahrzeuge fehlen, fallen viele Züge aus. 2012 nutzten im Schnitt 120.000 Menschen täglich die Personenzüge der NRZ, bis zum Frühjahr 2013 verringerte sich die Zahl auf unter 100.000 Fahrgäste täglich. Durch die geringe Zuverlässigkeit steigen viele Pendler auf Minibus-Taxen um, obwohl diese höhere Fahrpreise verlangen. Das Forschungsinstitut für Arbeits- und Wirtschaftsentwicklung von Simbabwe schätzte den Investitionsbedarf in das Schienennetz 2013 auf 300 bis 400 Millionen Dollar, während die Regierung Mugabes im selben Jahr 7,4 Millionen Dollar zur Verfügung gestellt hatte. Zur vollständigen Wiederherstellung der Infrastruktur seien zwei Milliarden Dollar nötig. 2014 gaben Vertreter der NRZ an, noch über 70 Diesellokomotiven und 15 Elektrolokomotiven zu verfügen, wovon lediglich 25 Diesellokomotiven im Einsatz seien. Die NRZ hatte zu diesem Zeitpunkt ausstehende Gehaltszahlungen gegenüber ihren Mitarbeitern in Höhe von 55 Millionen Dollar. Im Februar 2015 streikten die Eisenbahner der NRZ, da sie über neun Monate nie mehr als 20 Prozent ihres regulären Monatsgehalts erhalten haben. Die NRZ dagegen hat einen Schuldenstand von 144 Millionen Dollar und erwirtschaftet ein monatliches Defizit von etwa 3,5 Millionen Dollar. Nun will die Regierung mit der Development Bank of Southern Africa um Kredite von bis zu 700 Millionen Dollar verhandeln.

## Strecken

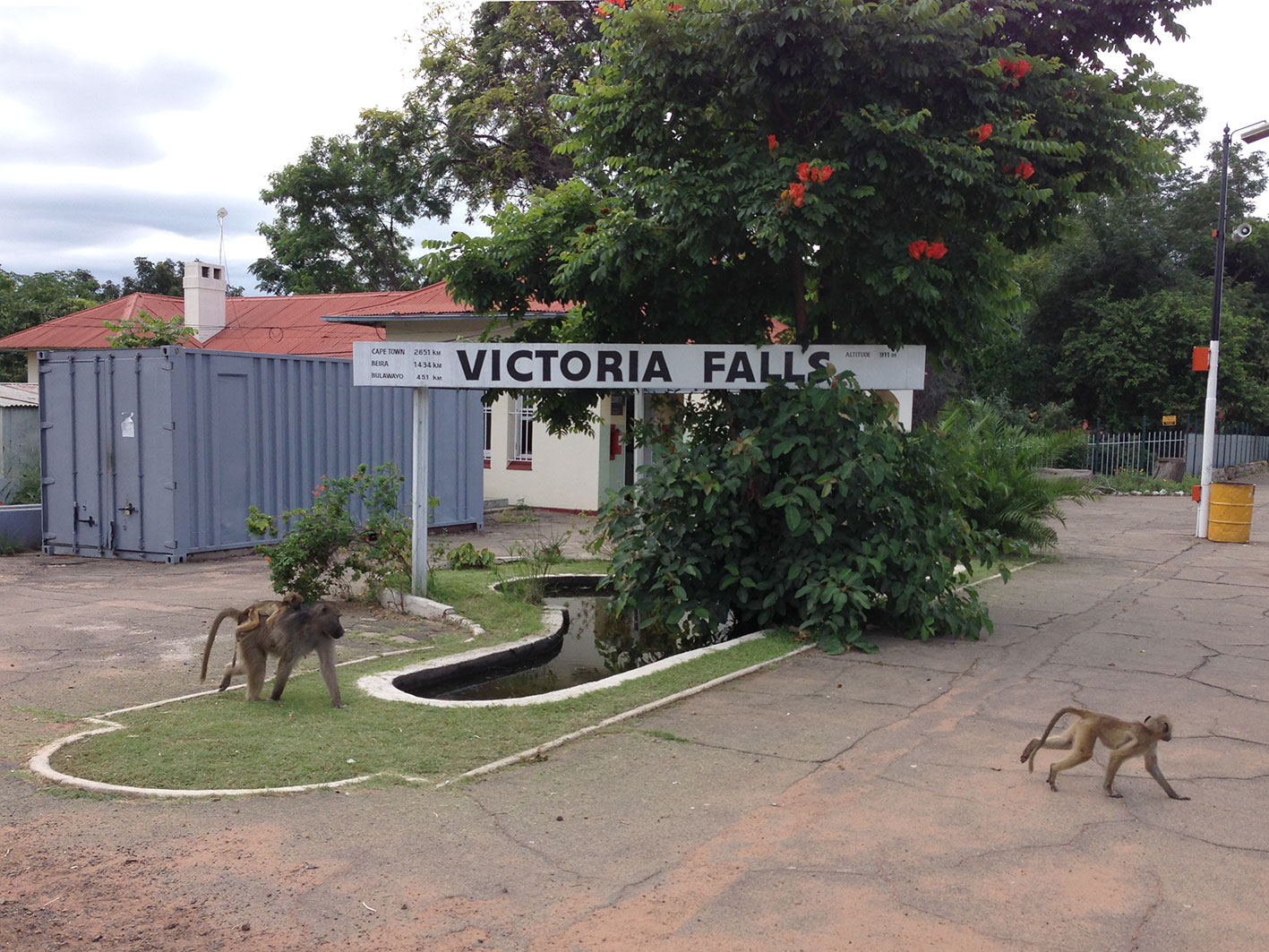
Bahnhof von Victoria Falls

Die Strecken führen von Beitbridge an der Grenze zur Republik Südafrika über Bulawayo nach Victoria Falls an den Victoriafällen und der Grenze zu Sambia, eine weitere von Plumtree an der Grenze zu Botswana über Bulawayo, Somabhula, Gweru (früher Gwelo) und Kwekwe nach Harare, dann von Harare weiter nach Mutare (früher: Umtali) an der Grenze zu Mosambik und weiter zur Hafenstadt Beira. Eine weitere Strecke über Malvernia an der Grenze zu Mosambik und weiter zur Hafenstadt Maputo zweigt bei Somabhula ab. Stichstrecken führen von Gweru nach Masvingo (früher Fort Victoria), von Mbizi an der Strecke Somabhula-Malvemia nach Buffalo Range (Nandi Mill) und von Harare eine nach Zave (Verlängerung nach Kafue/Sambia in SADC-Diskussion) oder Kildona über Maryland sowie eine weitere nach Shamva.
Das Streckennetz der NRZ verbindet das von Spoornet, Zambia Railways, Botswana Railways sowie Caminhos de Ferro de Moçambique-Zentral und -Süd miteinander. Indirekt können darüber auch das südliche Netz von Société Nationale des Chemins de fer du Congo, die Tansania-Sambia-Eisenbahn, das Schienennetz in Malawi und die Benguelabahn erreicht werden.
In Bulawayo befindet sich das Eisenbahnmuseum der NRZ.

### Daten zum Streckennetz (Stand: 2006)
- Größte Steigung: 1,25 %, an zwei Stellen 2,5 %
- Schienengewicht: 54 kg/m und 45 kg/m
- Spurweite: 1067 Millimeter (Kapspur)
- Schwellenabstand: 0,7 m
- Schwellenart: Beton, Stahl
- Geringster Kurvenradius: 100 m
- Maximale Zuglänge: 200 Achsen